# Caleruega

Caleruega (in italiano arcaico Calaroga) è un comune spagnolo di 484 abitanti (stime INE 2013) situato nella comunità autonoma di Castiglia e León. La località diede i natali a Domenico di Guzmán, fondatore dell'Ordine dei frati predicatori.